# Rosnay (Marne)
Rosnay is een gemeente in het Franse departement Marne (regio Grand Est) en telt 275 inwoners (1999). De plaats maakt deel uit van het arrondissement Reims.

## Geografie
De oppervlakte van Rosnay bedraagt 5,6 km², de bevolkingsdichtheid is 49,1 inwoners per km². Rosnay is de geboorteplaats van de Franse componist Théodore Dubois (1837-1924).
De onderstaande kaart toont de ligging van Rosnay (Marne) met de belangrijkste infrastructuur en aangrenzende gemeenten.

## Demografie
Onderstaande figuur toont het verloop van het inwonertal (bron: INSEE-tellingen).